# ウェイン・E・マイヤー (ミサイル駆逐艦)
|          |                                                                                               |
| 艦歴     |                                                                                               |
| 発注     | 2002年9月13日                                                                                 |
| 起工     | 2007年5月18日                                                                                 |
| 進水     | 2008年10月18日                                                                                |
| 就役     | 2009年10月10日                                                                                |
| 退役     |                                                                                               |
| その後   |                                                                                               |
| 要目     |                                                                                               |
| 排水量   | 9,648 トン                                                                                    |
| 全長     | 155.3 m (509 ft 6in)                                                                          |
| 全幅     | 20.1 m (66 ft)                                                                                |
| 吃水     | 9.4 m (31 ft)                                                                                 |
| 機関     | COGAG方式                                                                                     |
| 機関     | LM 2500-30ガスタービンエンジン (27,000shp) ×4基                                               |
| 機関     | 可変ピッチプロペラ（5翔）×2軸                                                                 |
| 最大速   | 31ノット                                                                                      |
| 航続距離 | 4,400 海里（20ノット時）                                                                      |
| 乗員     | 士官、兵員 380名                                                                              |
| 兵装     | Mk.45 mod.4 5インチ単装砲 ×1基                                                                |
| 兵装     | Mk.38 25mm単装機関砲 ×2基                                                                     |
| 兵装     | Mk.15 20mmCIWS×1基                                                                            |
| 兵装     | M2 12.7mm機銃 ×4挺                                                                            |
| 兵装     | Mk.41 mod.15 VLS ×96セル - SM-2MR SAM - ESSM 短SAM - VLA SUM - トマホーク SLCM などを発射可能 |
| 兵装     | Mk.32 3連装短魚雷発射管×2基                                                                   |
| 艦載機   | MH-60R×2機搭載可能                                                                            |
| C4ISTAR  | AWS B/L 7 (Mk.99 GMFCS×3基)                                                                   |
| C4ISTAR  | AN/SQQ-89A(V)15                                                                               |
| センサ   | AN/SPY-1D(V) 多機能レーダー×4面                                                               |
| センサ   | AN/SPS-67 対水上レーダー×1基                                                                  |
| センサ   | AN/SQS-53C(V)1艦首装備ソナー                                                                  |
| 電子戦   | AN/SLQ-32(V)3 ESM/ECM装置                                                                     |
| 電子戦   | Mk 36 SRBOC デコイ発射機                                                                      |
| モットー | One Powerful Legacy                                                                           |

ウェイン・E・マイヤー (英語: USS Wayne E. Meyer, DDG-108) は、アメリカ海軍のミサイル駆逐艦。アーレイ・バーク級ミサイル駆逐艦の58番艦。艦名はイージス・システムのプログラム・マネージャーを長きに渡って務め、プログラム全体を成功に導いたことから「イージスの父」と呼ばれるウェイン・E・マイヤー海軍少将にちなむ。
ウェイン・E・マイヤーはAN/SPY-1を搭載する100隻目のアメリカ海軍艦艇となる。

## 艦歴
ウェイン・E・マイヤーは2007年5月18日にメイン州バスのバス鉄工所で起工し、2008年10月18日にアンナ・メイ・マイヤー（マイヤー少将の妻）によって命名され、進水した。2009年10月10日にペンシルベニア州フィラデルフィアのデラウェア川で就役し、2009年12月4日、母港のカリフォルニア州サンディエゴに到着した。
2019年、第七艦隊所属艦艇として、南シナ海において中華人民共和国が実効支配する島嶼に対する「航行の自由」作戦を実施。8月28日にはスプラトリー諸島（南沙諸島）のファイアリー・クロス礁（永暑礁）とミスチーフ礁（美済礁）の12海里内を航行。9月13日にはパラセル諸島（西沙諸島）に接近した。11月21日にもパラセル諸島付近を航行した。